# العاصفة والاندفاع

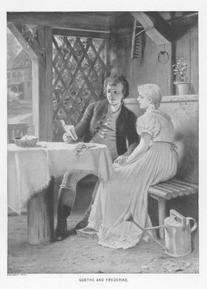

العاصفة والإجهاد أو العاصفة والاندفاع بالألمانية "Sturm und Drang" حركة أدبية ألمانية رومانتيكية ازدهرت في أواخر القرن الثامن عشر (حوالى 1770 - 1790) كرد فعل لعقلانية حركة التنوير.
تميزت آثار أركانها بعاطفية متقدة، وإعظام للطبيعة، وتصوير لثورة الفرد على المجتمع. من أبرز ممثليها غوته وشيلر في صدر شبابيهما، وجوهان غوتفريد فون هيردر. استمدوا وحيهم واسمهم من أعمال روسو، وليسنج. أصل الاسم عنوان مسرحية بقلم فريدريتش مكسيميليان فون كلينغر: «الفوضى أو العاصفة والإجهاد» 1776 م.